# 陶努斯山区克龙贝格
陶努斯山区克龙贝格（德語：Kronberg im Taunus，發音：[ˈkʁoːnˌbɛʁk ʔɪm ˈtaʊnʊs] ⓘ）是德国黑森州达姆施塔特行政区上陶努斯县的城市，面积18.58平方千米，2023年12月31日人口为18,569人。